# Gerbathodes yocohamae
Gerbathodes yocohamae là một loài bướm đêm trong họ Noctuidae.